# Амаранте
Амара́нте (порт. Amarante; МФА: [ɐ.mɐ.ˈɾɐ̃.tɨ], Амара́нти) — муніципалітет і місто в Португалії, в окрузі Порту. Розташований у північній частині країни, на теренах історичної португальської провінції Дору-Міню. Належить до Портуської діоцезії Католицької церкви в Португалії. Права міського самоврядування має з 1259 року. Поділяється на 26 парафій. За адміністративним поділом, чинним до 1976 року, був складовою провінції Берегове Дору. Площа муніципалітету — 301,33 км², населення муніципалітету — 56264 ос. (2011); густота населення — 186,72 осіб/км²
. Патрон — святий Гонсало. Святковий день муніципалітету — 8 липня. Поштовий індекс — 4600.  Код місцевої адміністративної одиниці — 1301. Складова статистичного регіону Північ.

## Географія
Амаранте розташоване на півночі Португалії, на сході округу Порту.
Амаранте межує на півночі з муніципалітетом Селоріку-да-Бейра, на північному сході — з муніципалітетом Мондін-де-Башту, на сході — з муніципалітетами Віла-Реал і Санта-Марта-де-Пенагіан, на півдні — з муніципалітетами Байан, Марку-де-Канавезеш і Пенафієл, на заході — з муніципалітетом Лозада, на північному заході — з муніципалітетом Фелгейраш.

## Історія
1514 року португальський король Мануел I надав Амаранте форал, яким визнав за поселенням статус містечка та муніципальні самоврядні права.

## Населення
| Кількість мешканців | Кількість мешканців | Кількість мешканців | Кількість мешканців | Кількість мешканців | Кількість мешканців | Кількість мешканців | Кількість мешканців | Кількість мешканців | Кількість мешканців | Кількість мешканців | Кількість мешканців | Кількість мешканців | Кількість мешканців | Кількість мешканців | Кількість мешканців |
| ------------------- | ------------------- | ------------------- | ------------------- | ------------------- | ------------------- | ------------------- | ------------------- | ------------------- | ------------------- | ------------------- | ------------------- | ------------------- | ------------------- | ------------------- | ------------------- |
| 1864                | 1878                | 1890                | 1900                | 1911                | 1920                | 1930                | 1940                | 1950                | 1960                | 1970                | 1981                | 1991                | 2001                | 2011                |                     |
| 28 790              | 30 357              | 31 654              | 32 931              | 35 226              | 34 989              | 37 796              | 41 288              | 44 606              | 47 823              | 49 255              | 54 159              | 56 092              | 59 638              | 56 264              |                     |